# Siedmiu samurajów (astronomia)
Siedmiu Samurajów – nazwa zespołu naukowców ukuta przez Amosa Yahila. W składzie zespołu byli Donald Lynden-Bell z Uniwersytetu w Cambridge, Sandra Faber z Uniwersytetu Kalifornijskiego w Santa Cruz, David Burstein z Uniwersytetu Stanu Arizona, Roger Davies z Narodowych Obserwatoriów Astronomii Optycznej, Alan Dressler z Instytutu Carnegie, Robert J. Terlevich z Królewskiego Obserwatorium w Greenwich i Gary Wegner z Dartmouth College.
Zespół w 1987 roku odkrył skupisko gromad galaktyk zwane Wielkim Atraktorem.